# Duché d'Apulie et de Calabre
Pour les articles homonymes, voir Duché de Calabre.
1077–1130
Entités précédentes :
- Comté d'Apulie

Entités suivantes :
- Royaume de Sicile

Le duché d'Apulie et de Calabre est une principauté normande fondée en Italie du Sud par Robert Guiscard en 1059. Elle fait suite à l'expansion du comté d'Apulie. Lorsque Roger II devient roi en décembre 1130, le duché est intégré au royaume de Sicile.

## Histoire

### L'arrivée des Normands
En 1039, Guaimar IV, prince de Salerne et allié des Byzantins, envoie les chevaliers normands, menés par Guillaume Bras-de-Fer à Reggio de Calabre. Là, ils s'unissent à l'armée du catépan d'Italie Georges Maniakès, composée également de troupes italiennes et lombardes. Cette armée traverse le détroit de Messine et conquiert une dizaine de villes siciliennes, parmi lesquelles Syracuse. Elle est appuyée par une flotte commandée par le beau-frère de l'empereur Michel IV, le patricien Stéphane.
Vers 1050, Robert Guiscard arrive en Calabre, où il commence une carrière de mercenaire et de brigand. En 1052, les Normands remportent une victoire face aux troupes impériales au voisinage de Crotone. Robert est rejoint par son frère cadet Roger, et ils entament la conquête totale de la région. Il conquiert ainsi Catanzaro et met la province de Reggio à feu et à sang, mais ne parvient pas à conquérir la ville. Reggio est à nouveau assiégée en 1059. La ville capitule à la condition que les deux fonctionnaires byzantins les plus importants soient libres de s'en aller, condition qui est acceptée par Robert. Les exfiltrés de Reggio s'établissent d'abord dans le château de Squillace, qui est assiégé par Roger : les soldats byzantins s'embarquent de nuit vers Constantinople et la ville se rend aux Normands. Peu après la chute de Reggio, lors du synode de Melfi, le pape Nicolas II confie à Robert d'Aversa l'investiture de la principauté de Capoue et à  Robert Guiscard celle du duché d'Apulie, de Calabre et de Sicile,.

### La domination normande

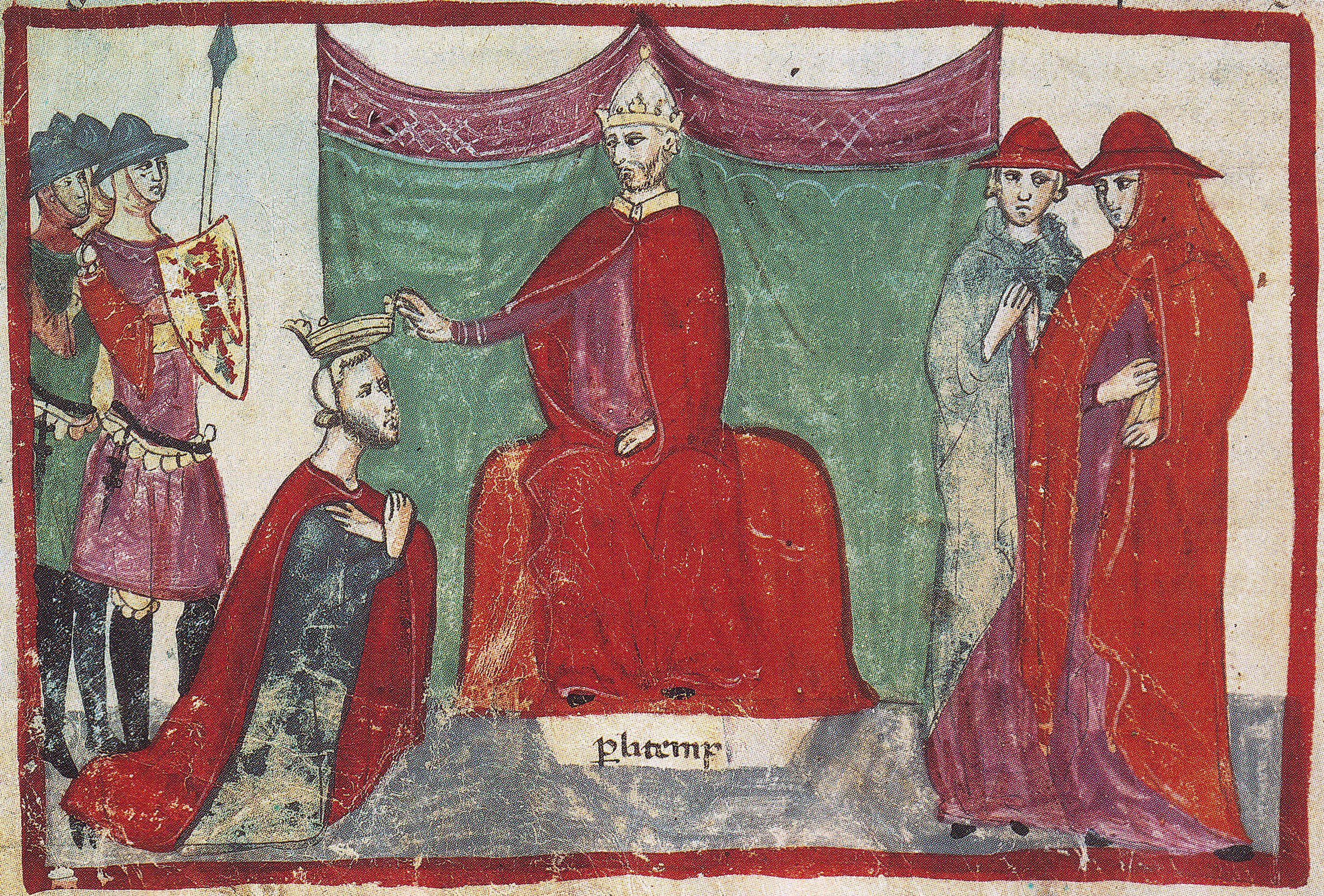
Robert Guiscard nommé duc d’Apulie, de Calabre et de Sicile par le pape Nicolas II (pape). Illustration du XIV.

Après la prise de Reggio en 1059, Robert Guiscard poursuit la conquête de l'Apulie, tandis que son frère Roger débute celle de la Sicile. En 1060, Robert s'empare de Tarente et de Brindisi. Il prend ensuite Oria en 1062, puis Otrante en 1066. En 1068, il met le siège devant la dernière place forte byzantine en Italie, Bari, et conquiert la ville trois ans plus tard. En Sicile, les deux frères commencent le siège de Palerme par mer et par terre ; la ville tombe en 1072. Roger est alors nommé comte de Sicile. En 1081, Robert Guiscard lance une grande expédition contre l'Empire byzantin dans les Balkans, mais l'expédition est un échec et le duc trouve la mort en 1085. Son fils Roger Borsa lui succède. Ce dernier doit rapidement défendre ses possessions contre son frère Bohémond de Tarente, qui lui conteste la succession du duché.
En 1088, le Sarrasin Ibn Abbad, émir de Syracuse, débarque à Reggio et détruit le monastère de San Nicolò sur la Punta Calamizzi (it) ainsi que l'église San Giorgio en abîmant les effigies des saints. Roger contre-attaque et le pourchasse, puis le tue sur le champ de bataille et conquiert Syracuse.
Après quelques années, le duc Roger Borsa et le pape Urbain II convainquent Bruno de Cologne d'accepter la chaire d'évêque de Reggio.
En 1121 naissent des hostilités entre Roger, comte de Sicile, et son cousin Guillaume, nouveau duc de Calabre. Le pape Calixte II intervient et réussit à pacifier les rivaux en leur faisant signer un accord, selon lequel le comte de Sicile procure à son cousin un escadron de cavalerie lui permettant de réprimer la révolte du baron Jourdain d'Ariano. En échange, Guillaume abandonne ses possessions de Sicile et de Calabre.

### La transition vers le royaume de Sicile

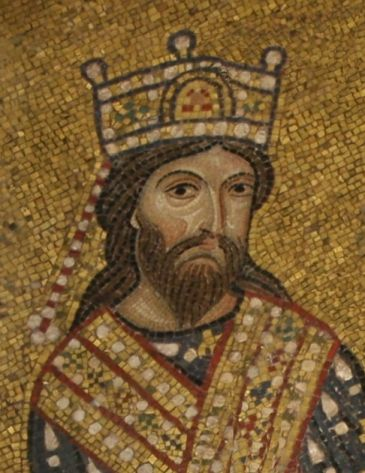
Roger II de Sicile, détail d'une mosaïque.

A la mort de Guillaume en 1127, le comte Roger revendique la succession du duché. Victorieux du pape et des barons d'Apulie, Roger II est couronné roi de Sicile par l'antipape Anaclet II le 25 décembre 1130 à Palerme.
Dans la réorganisation du royaume voulue par le roi Roger en 1147, la Calabre est divisée en deux giustizierati tous deux dépendants d'un maître justicier :
- giustizierato de Calabre, avec capitale Reggio ;
- giustizierato de Val di Crati (ou Terra Giordana), avec capitale Cosenza.